# 수렴판정법
수학에서 수렴판정법(收斂判定法, convergence test)은 무한급수의 수렴성을 판단하는 방법이다. 구체적으로, 급수가 수렴, 절대수렴, 조건수렴, 또는 발산할 충분, 필요, 또는 필요충분조건을 제시한다. 함수항급수의 점별수렴, 균등수렴 여부를 판정하거나 수렴역을 구하는 방법도 제공한다.

## 개요
무한급수가 발산하는지 여부를 판단하는 가장 쉬운 방법은 급수를 구성하고 있는 수열의 n번째 항인 an이 n이 무한으로 갈 때 0으로 수렴하는지 여부를 체크하면 된다. 만약 0으로 가지 않는다면, 이 급수는 발산한다는 사실을 쉽게 확인할 수 있다. 하지만 그 극한값이 0으로 간다고 해도, 이 급수가 항상 수렴하는 것은 아니다. 다음의 급수의 경우 수열의 값은 0으로 수렴하지만, 급수는 수렴하지 않는다.
{\displaystyle 1+{\frac {1}{2}}+{\frac {1}{3}}+{\frac {1}{4}}+{\frac {1}{5}}+\cdots .}
급수를 구성하고 있는 각 수열들이 0이 아닌 항으로만 이루어져 있더라도 수렴할 수도 있다. 제논의 역설로도 확인할 수 있는 수렴하는 무한급수의 예는 다음과 같다.
{\displaystyle \sum _{n=0}^{\infty }2^{-(n+1)}={\frac {1}{2}}+{\frac {1}{4}}+{\frac {1}{8}}+{\frac {1}{16}}+\cdots .}
수직선에서 이를 눈으로 확인해볼 수 있다. 수직선에서 {\displaystyle {\frac {1}{2}},{\frac {3}{4}},{\frac {7}{8}},\cdots }에 해당하는 부분에 점을 찍어보면, 언제나 마지막에 찍은 점과 그 앞에 찍은 점 사이의 거리가, 1과 마지막에 찍은 점과의 거리와 같다는 사실을 알 수 있다. 하지만 이런 논리로는 이 급수의 부분합이 항상 1보다 작다는 사실을 설명할 뿐, 무한급수의 합이 1이 된다는 사실을 증명해주지는 못한다.

## 주로 쓰이는 판정법들
- 비교판정법
- 근 판정법
- 비 판정법
- 교대급수판정법(라이프니츠 판정법)
- 적분판정법

## 기타 판정법들
- 바이어슈트라스 M-판정법
- 라브 판정법
- 가우스 판정법
- 코시 응집판정법
- 쿰머 판정법
- 아벨 판정법
- 디리클레 판정법
- 베르트랑 판정법
- 아벨-디니 판정법
- 프링스하임 판정법
- 오일러 변환
- 아벨 변환
- 에르마코프 판정법

## 같이 보기
- 로피탈의 정리